# Cerkiew Opieki Matki Bożej i św. Mikołaja w Kłajpedzie
Cerkiew Opieki Matki Bożej i św. Mikołaja – parafialna cerkiew prawosławna w Kłajpedzie. Należy do dekanatu kłajpedzkiego w eparchii wileńskiej i litewskiej Rosyjskiego Kościoła Prawosławnego.
Cerkiew została wzniesiona na potrzeby parafii powstałej w końcu lat 90. XX wieku jako pierwsza zbudowana od podstaw świątynia prawosławna w Kłajpedzie i druga wolno stojąca cerkiew w miejscowości (starsza cerkiew Wszystkich Świętych Rosyjskich w Kłajpedzie znajduje się w zaadaptowanym budynku kościoła luterańskiego). Prace budowlane nad jej wzniesieniem rozpoczęto w 2000, przy pomocy władz miasta oraz prywatnych sponsorów. Projekt obiektu wykonał Dmitrij Borunow, który przygotowywał również plan cerkwi w Połądze. Nabożeństwa w częściowo ukończonym budynku były odprawiane od 2004, w bocznej nawie, przed ołtarzem św. Mikołaja. Obiekt jest utrzymany w tradycyjnym stylu ruskim.
14 października 2021 r. cerkiew została poświęcona przez biskupa trockiego Ambrożego.

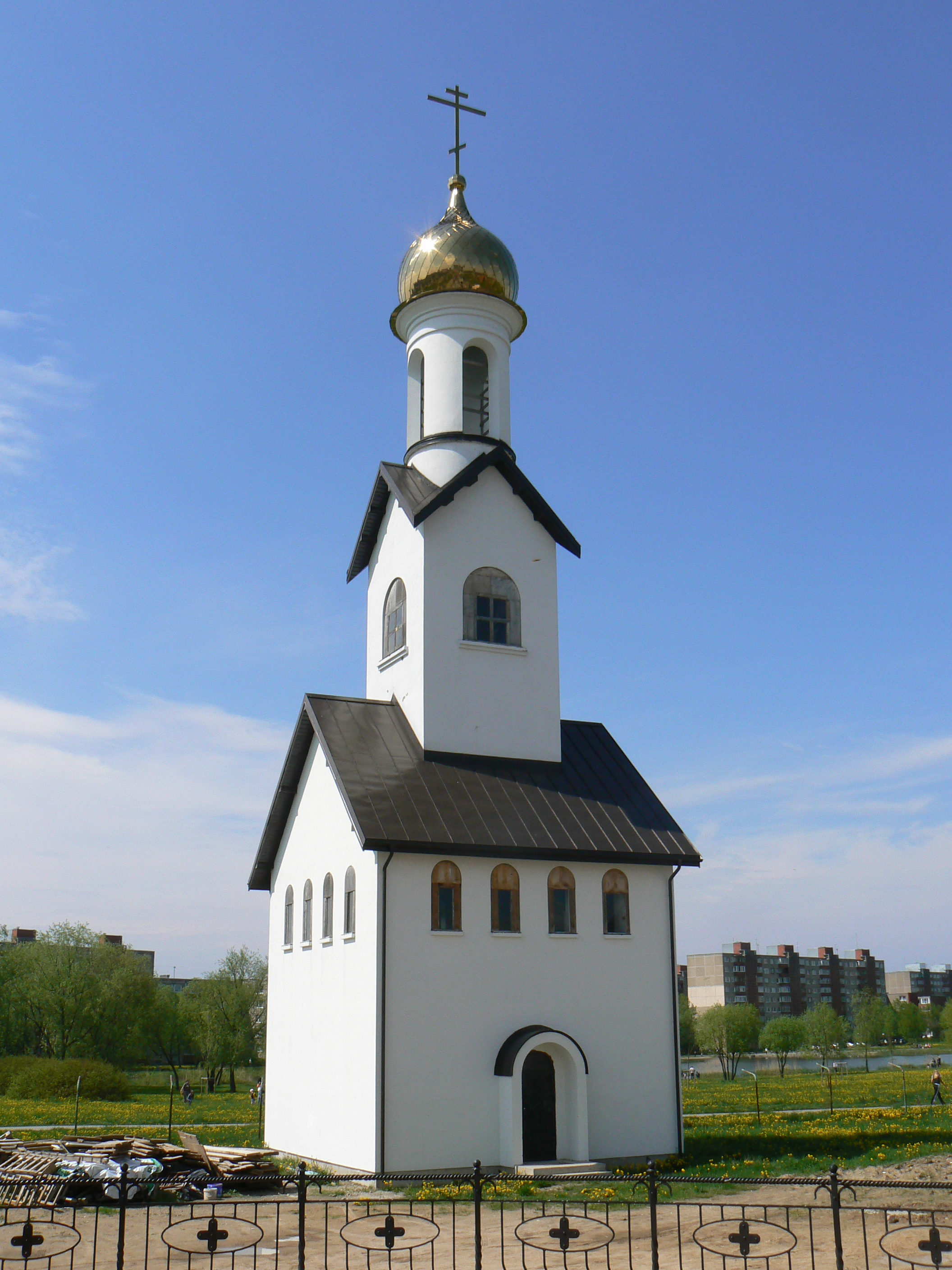
Dzwonnica
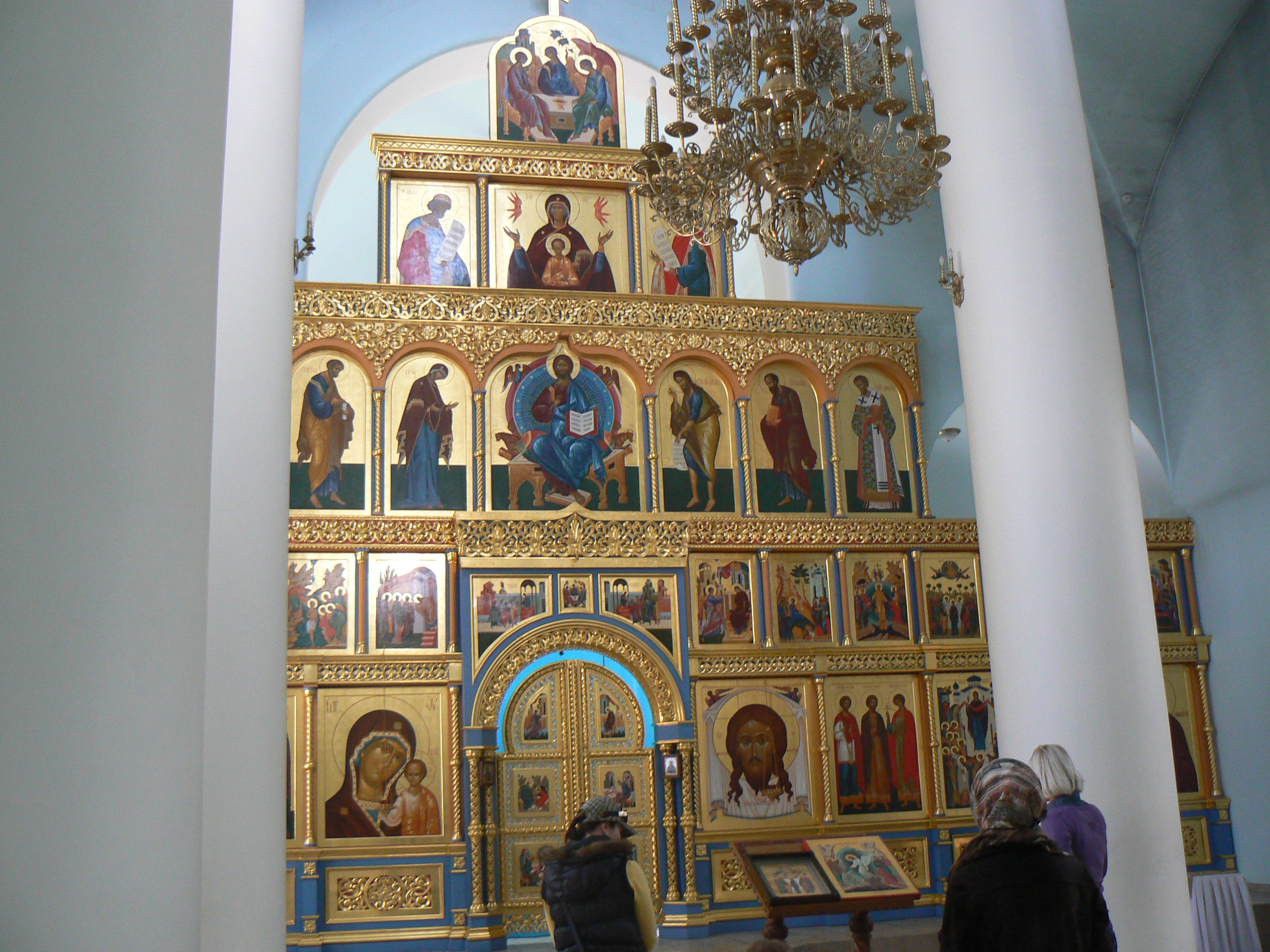
Ikonostas